# Witu
|  | Aquest article tracta sobre la ciutat de Kenya. Si cerqueu l'antic soldanat, vegeu «Wituland». |

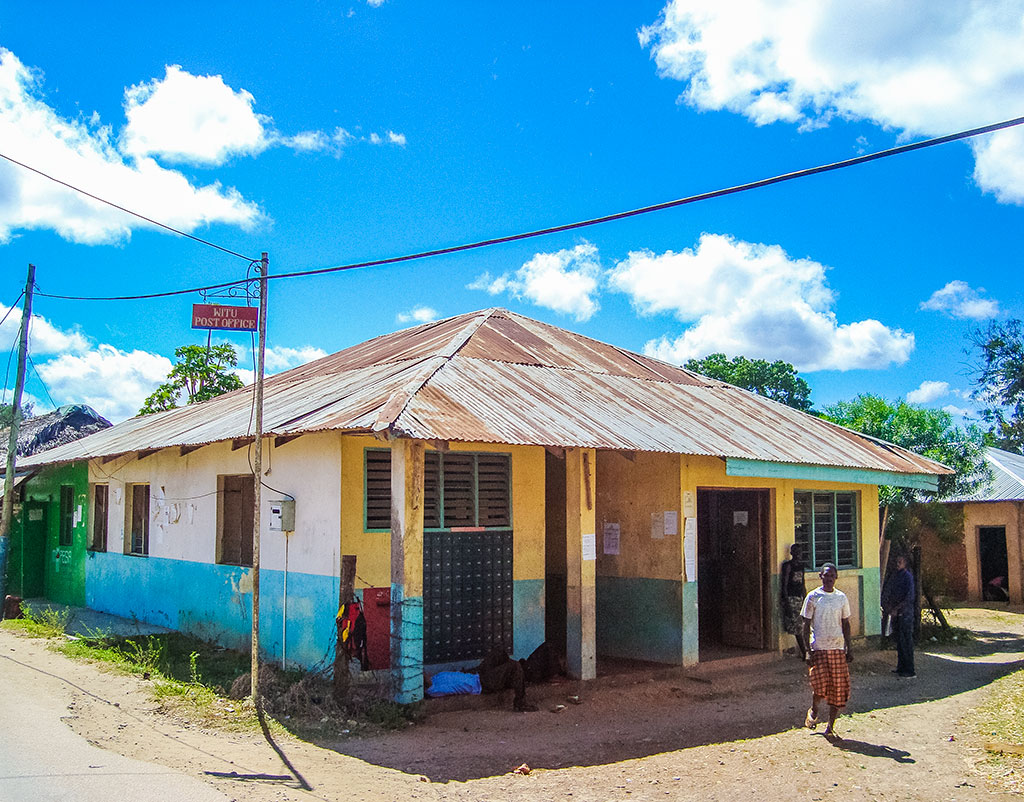
Oficina postal a Witu, a la carretera cap a Lamu

Witu és una petita ciutat amb mercat (1.322 hab. el 1999)) a la Província Costanera de Kenya, a l'est d'Àfrica. És a 5 quilòmetres a l'oest de l'àrea protegida de Witu Forest. Antigament fou la capital del sultanat Witu. La ciutat és a la carretera C-112 entre Mkunumbi, 33 quilòmetres a l'est, i Garsen, 44 quilòmetres a l'oest. Una carretera secundària du cap al sud a la ciutat costanera de Kipini a 21 quilòmetres.